# Messier 80
Messier 80 (také M80 nebo NGC 6093) je kulová hvězdokupa v souhvězdí Štíra. Objevil ji Charles Messier 4. ledna 1781. Hvězdokupa je od Země vzdálená přibližně 28 400 ly.

## Pozorování

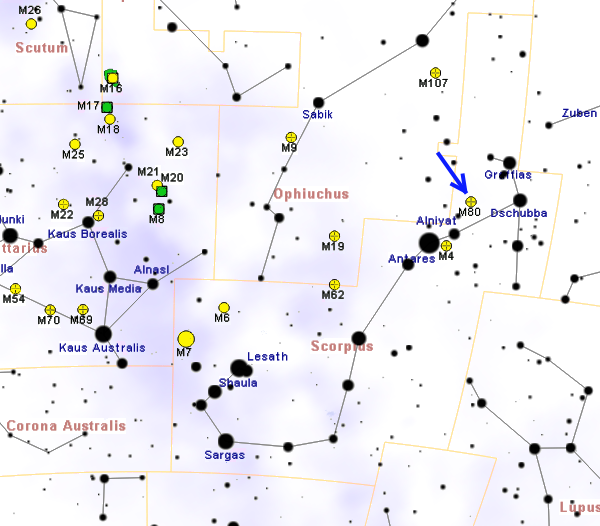
Poloha M 80 v souhvězdí Štíra.

M80 se dá velmi snadno najít v polovině spojnice hvězd Antares (α Scorpii) a Acrab (β Scorpii). Snadno se dá pozorovat dobrým triedrem, ve kterém vypadá jako neostré kulaté zhuštění. Dalekohled o průměru 120 mm ji ukáže jako rozsáhlou skvrnu menší než 10′. Na hvězdy ji začíná rozkládat až dalekohled o průměru alespoň 200 mm, ale přesto většina plochy objektu zůstane mlhavá.
M80 se dá snadno pozorovat i pokud není vysoko nad obzorem, ale je potřeba pamatovat na to, že má jižní deklinaci, takže není vůbec pozorovatelná za polárním kruhem, tedy v některých oblastech severní Evropy a Kanady. Naopak na jižní polokouli vychází vysoko na oblohu v období jižní zimy. Nejvhodnější období pro její pozorování na večerní obloze je od května do srpna.

## Historie pozorování
Hvězdokupu objevil Charles Messier 4. ledna 1781 a popsal ji takto: „Mlhovina bez hvězd; připomíná jádro komety.“ Až William Herschel roku 1786 stanovil, že jde o velmi bohatou hvězdokupu, protože se mu ji podařilo částečně rozložit na hvězdy. Zato admirál Smyth napsal, že vypadá jako kometa bez ocasu.

## Vlastnosti
Hvězdokupa je od Země vzdálená přibližně 28 400 ly a její úhlové velikosti 8,9′ tak odpovídá skutečný rozměr 86 ly. Celkem obsahuje několik set tisíc hvězd. Patří mezi nejvíce zhuštěné kulové hvězdokupy v Mléčné dráze.
M80 obsahuje nezvykle vysoký počet modrých opozdilců, více než dvojnásobek množství pozorovaného pomocí Hubbleova vesmírného dalekohledu v jiných kulových hvězdokupách. Modří opozdilci jsou hvězdy, které se zdají být mladší než ostatní členové hvězdokupy. Předpokládá se, že tyto hvězdy ztratily část svých vnějších vrstev při blízkém setkání s ostatními hvězdami, nebo jsou výsledkem srážek dvou hvězd uprostřed husté hvězdokupy. Podle velké četnosti modrých opozdilců na snímcích pořízených Hubbleovým dalekohledem se tedy dá usoudit, že pravděpodobnost srážek hvězd uprostřed hvězdokupy je poměrně vysoká.
21. května 1860 byla v této hvězdokupě pozorována nova, která dosáhla hvězdné velikosti +7,0. Tato nova, označovaná také T Scorpii, musela mít absolutní hvězdnou velikost -8,5 a její jasnost byla po krátkou dobu větší než jasnost celé hvězdokupy. Pomocí této novy také byla potvrzena vzdálenost této hvězdokupy.

### Knihy
- O'MEARA, Stephen James. Deep Sky Companions: The Messier Objects. New York: Cambridge University Press, 1998. Dostupné online. ISBN 0-521-55332-6. (anglicky)

### Mapy hvězdné oblohy
- Toshimi Taki. Taki's 8.5 Magnitude Star Atlas [online]. 2005 [cit. 2018-04-24]. Dostupné v archivu pořízeném dne 2018-11-05. (anglicky) - Atlas hvězdné oblohy volně stažitelný ve formátu PDF.
- TIRION, RAPPAPORT, LOVI. Uranometria 2000.0 - Volume II - The Southern Hemisphere to +6°. Richmond, Virginia, USA: Willmann-Bell, inc., 1987. ISBN 0-943396-15-8.
- TIRION, SINNOTT. Sky Atlas 2000.0. 2. vyd. Cambridge, USA: Cambridge University Press, 1998. ISBN 0-933346-90-5.
- TIRION. The Cambridge Star Atlas 2000.0. 3. vyd. Cambridge, USA: Cambridge University Press, 2001. Dostupné online. ISBN 0-521-80084-6.